# Bain de boue

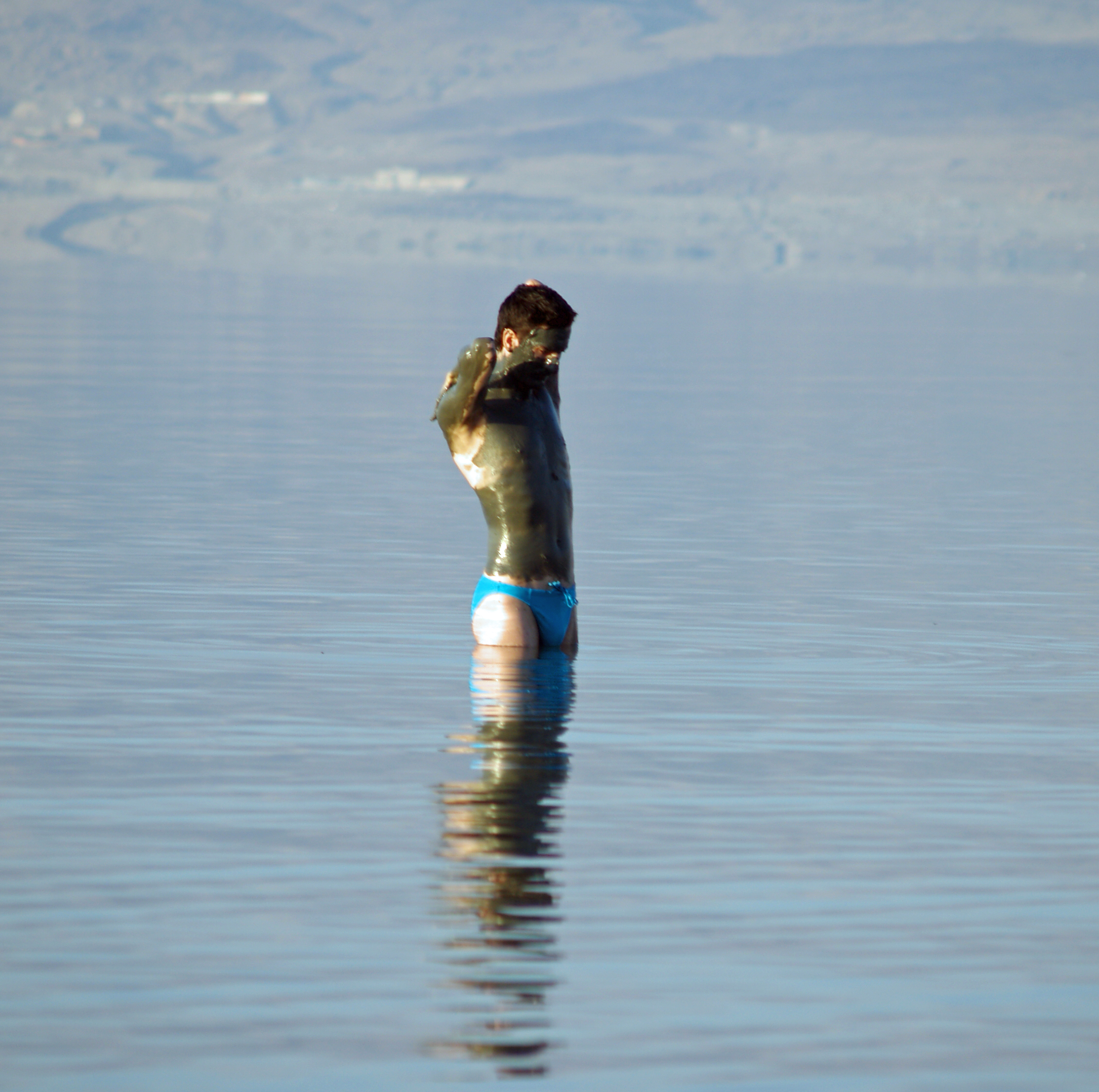
Jeune homme prenant un bain de boue dans la mer Morte.

Un bain de boue est l'acte d'immerger ou de rouler son corps dans la boue, généralement alors argileuse, que la baignade soit faite dans un but thérapeutique ou par divertissement.

## Dans le monde animal

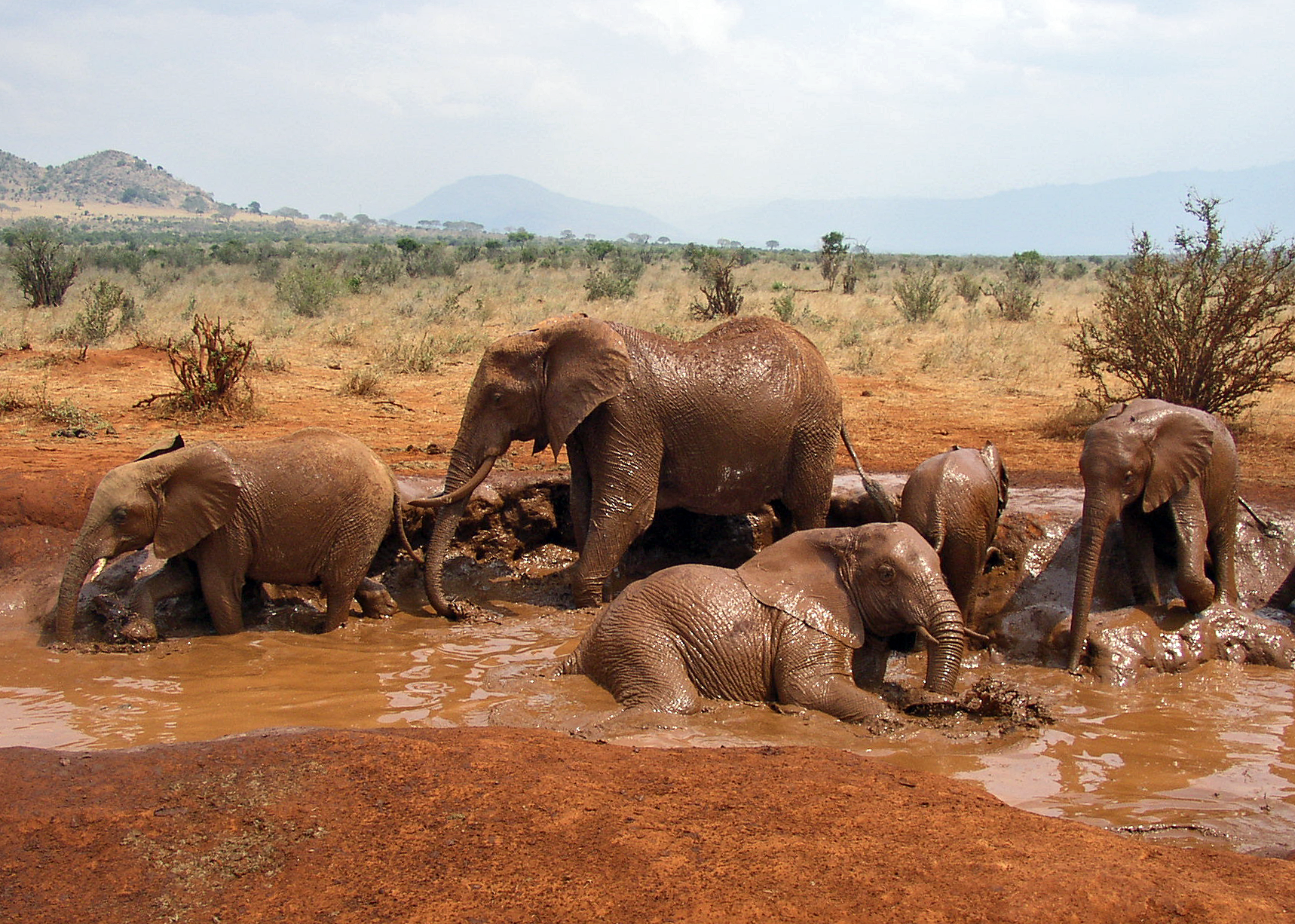
Bain de boue en groupe d'éléphants de brousse

Divers animaux pratiquent le bain de boue, probablement pour se débarrasser de parasites et/ou protéger leur peau contre les UV solaires, la déshydratation...

## Chez l'Homme
Le bain de boue dans des boues médicinales (pélothérapie) est pratiqué depuis la Préhistoire et disponible également dans certaines stations thermales dans le monde.
Les bains de boue sont une pratique de certains festivals, souvent sous la forme d'un toboggan, quand la température le permet.

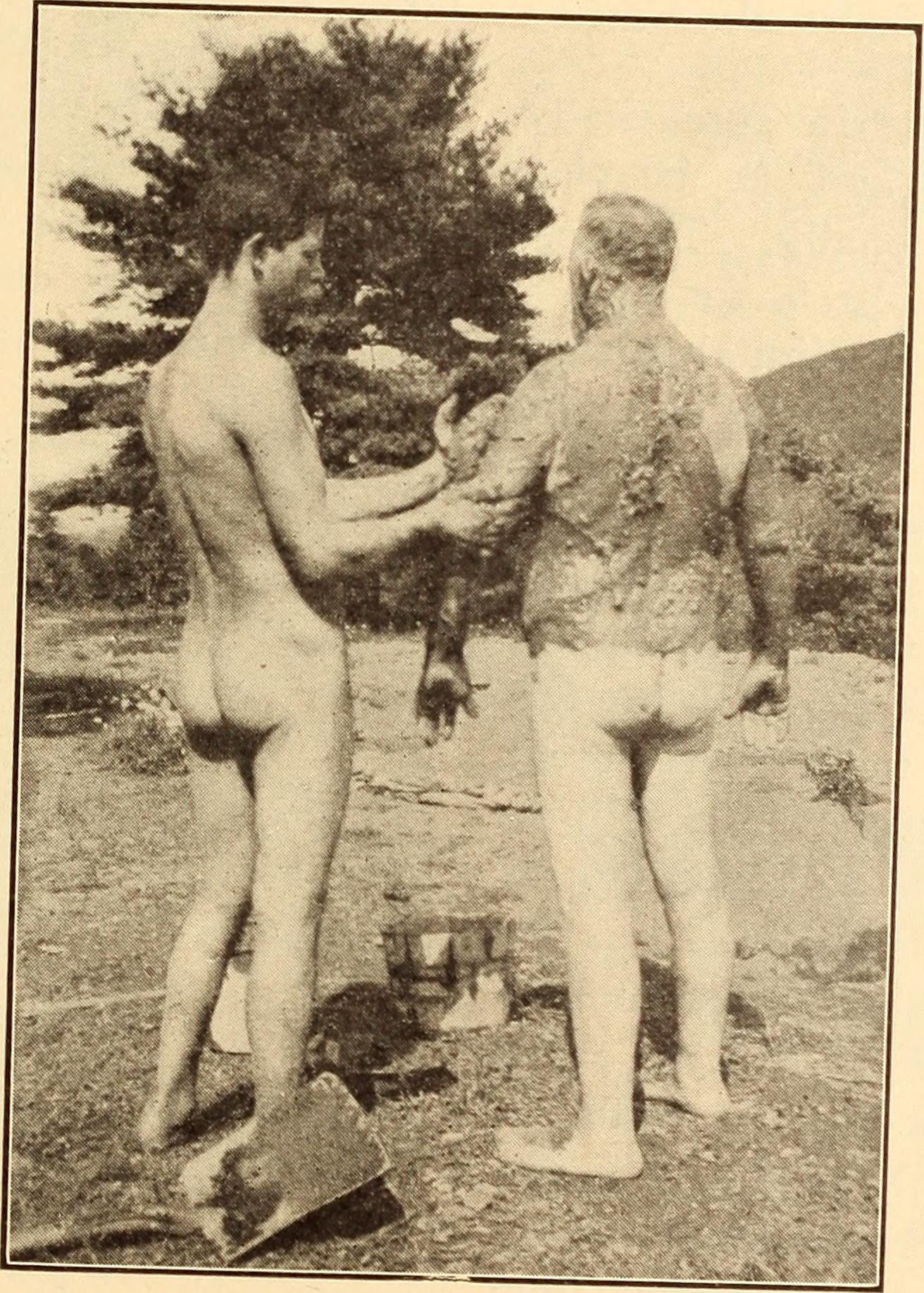
Entrainement physique en 1908
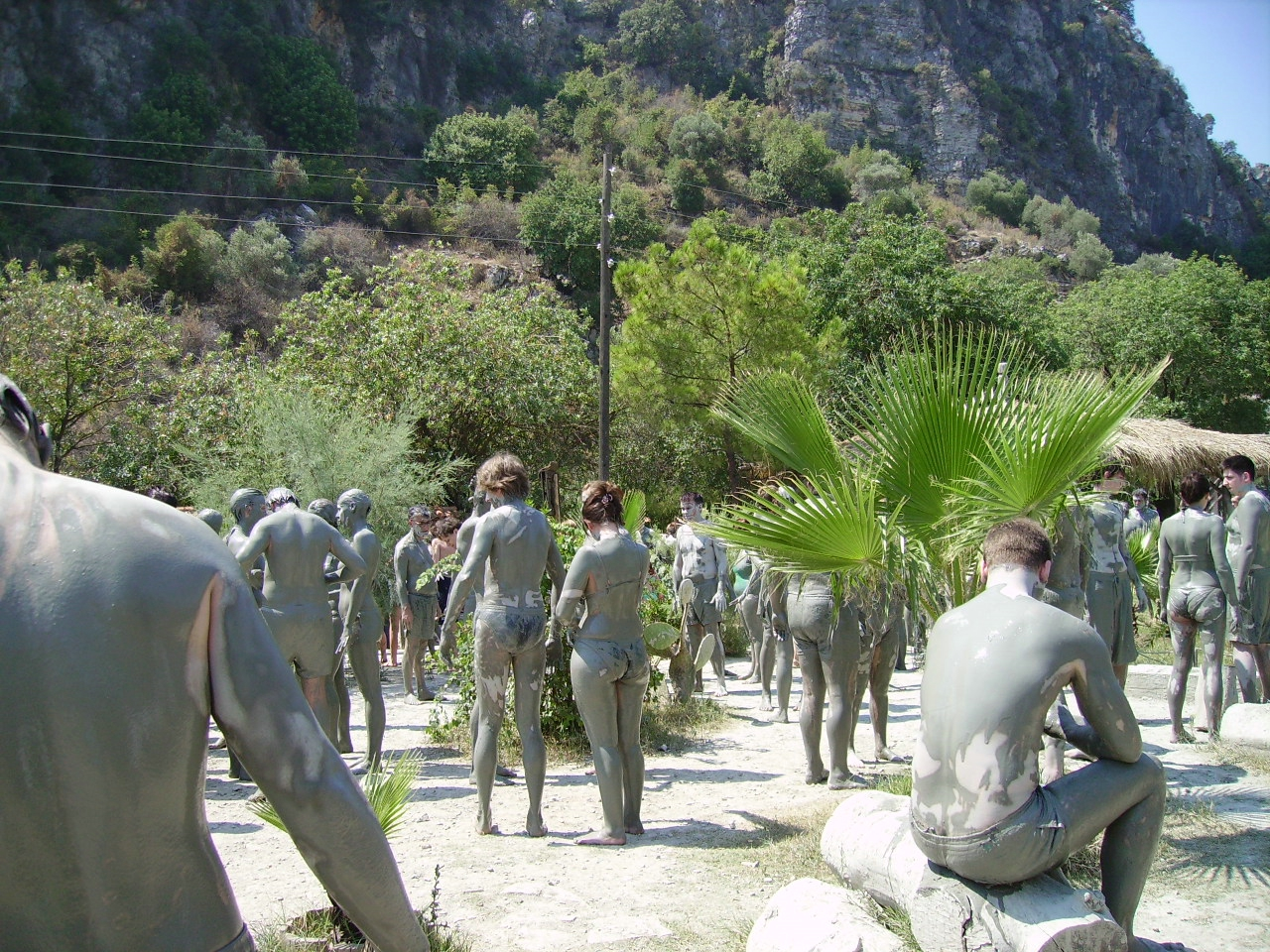
Bain de boue collectif en Turquie
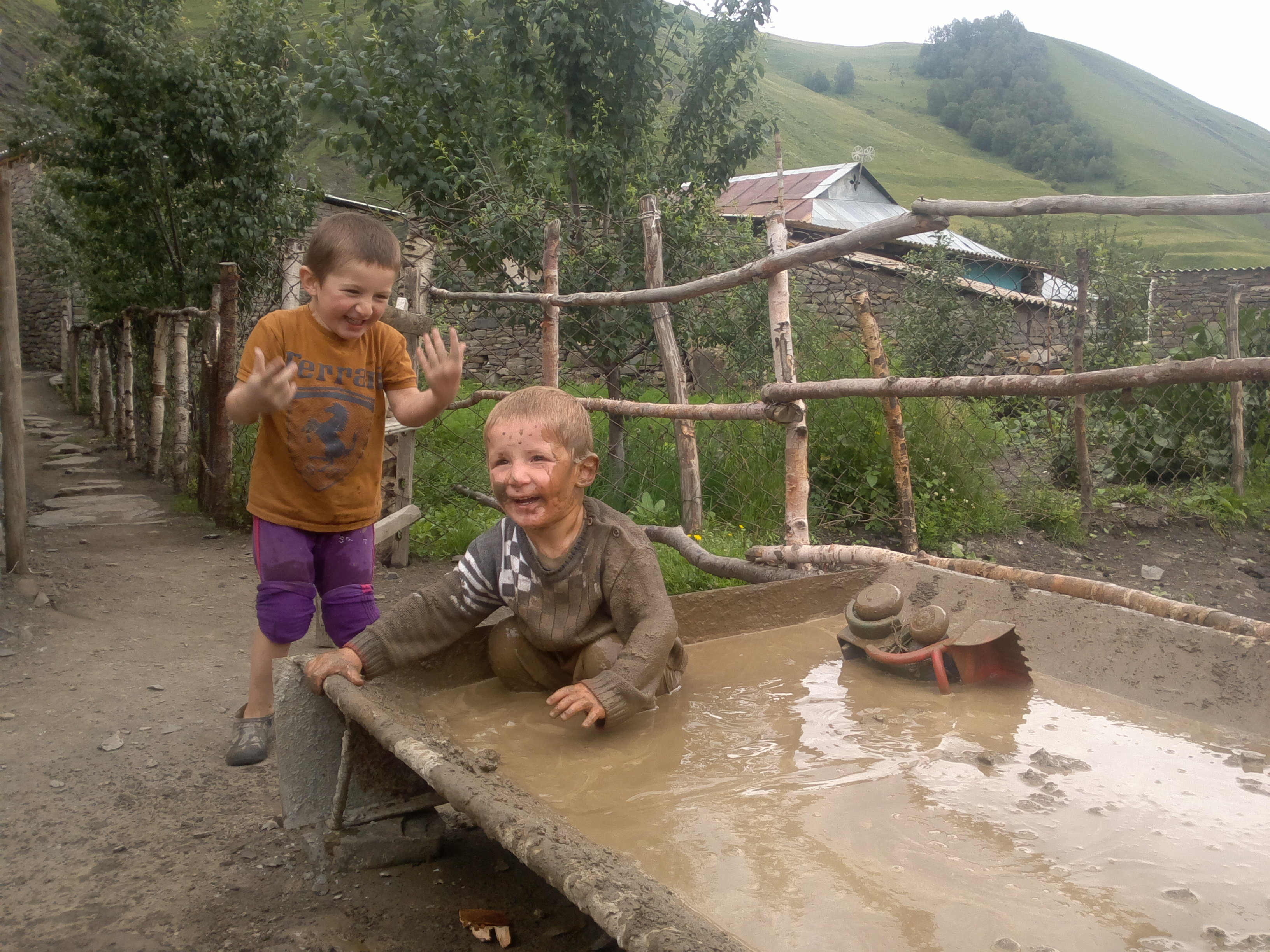
Enfants jouant dans la boue
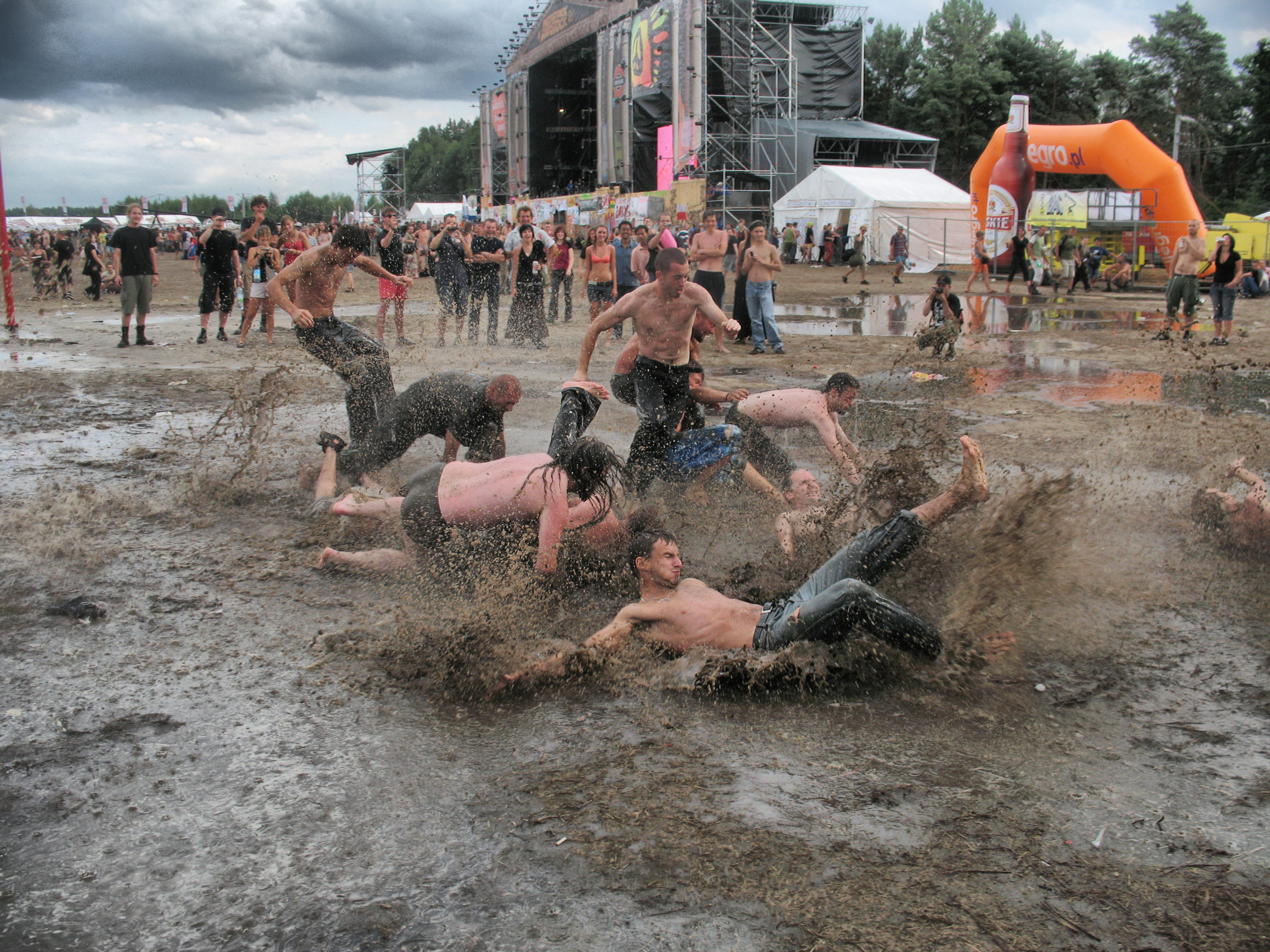
Bain de boue au festival Przystanek Woodstock.

### Illutation

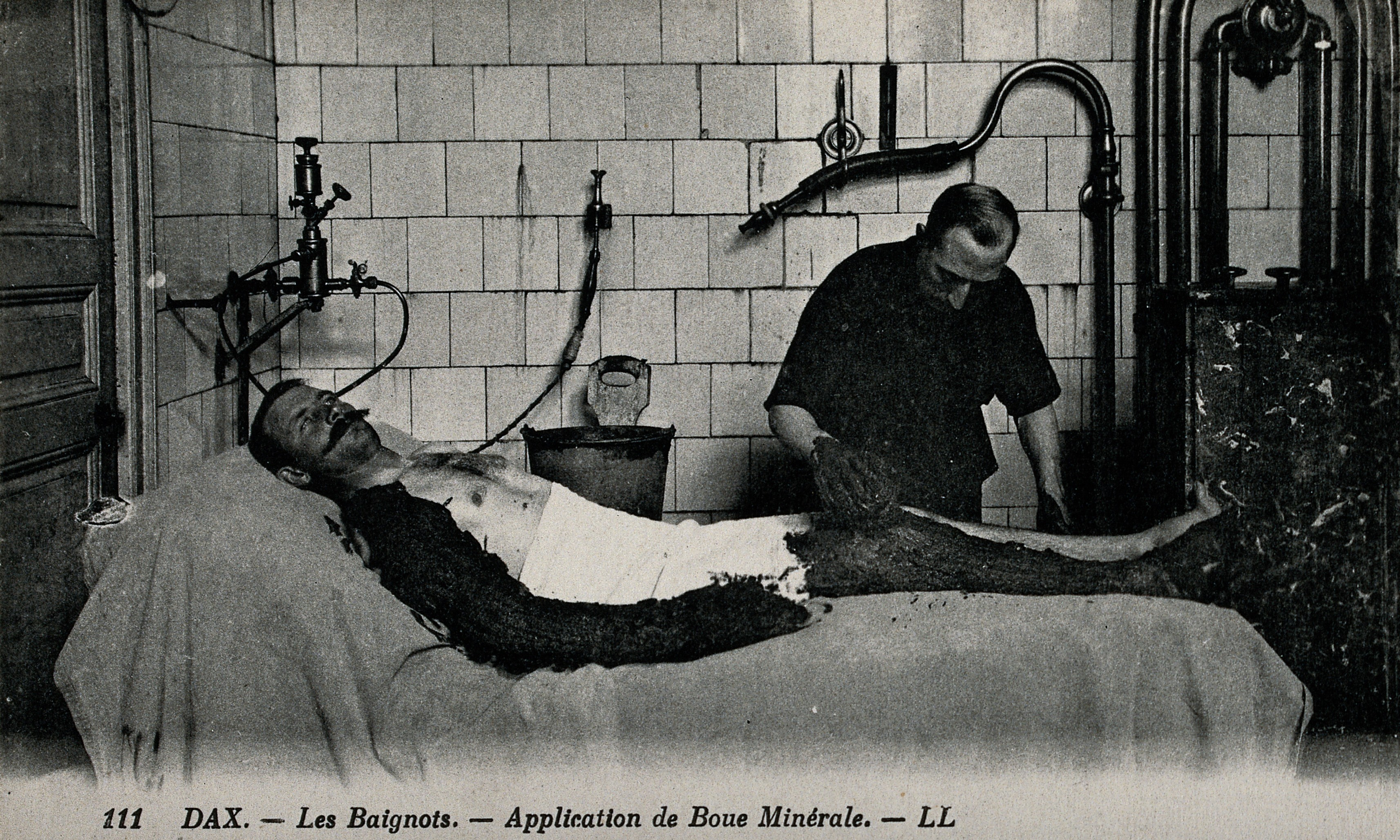
Bain de boue thermale à Dax

L'illutation désigne une application locale de boues thermales sur le corps.
Elle permet au patient de bénéficier de leurs bienfaits sans s'immerger.
Ce traitement est prescrit dans des pathologies neurologiques et rhumatismales comme les contractures, sciatalgies, rhumatismes, mal de dos, et traumatismes ostéoarticulaires.

## Lieux naturels
Il existe plusieurs types de boues propices aux bains : 
- les lacs et les étangs
- l'eau de mer ou de rivière salée (la mer Morte entre la Jordanie et Israël)
- les sources chaudes (Calistoga, Californie)
- les volcans de boue qui donnent les mares de boue (les îles Palau Tiga à côté de Kota Kinabalu en Malaisie)